# 佩尔·阿尔斯特伦
佩尔·阿尔斯特伦（瑞典語：Per Johan Alström，1961年4月9日—）是一名瑞典鸟类学家，研究领域包括分类学、系統學和演化生物学，尤其专注于亚洲鸟类的研究。阿尔斯特伦在乌普萨拉大学生态与遗传学系动物生态学专业和瑞典农业科学大学瑞典物种信息中心工作，曾任瑞典國家自然歷史博物館鸟类馆馆长，还曾在南非开普敦的珀西·菲茨帕特里克非洲鸟类研究所和中国科学院动物研究所做访问学者。
阿尔斯特伦命名的物种包括海南柳莺、峨眉柳莺、灰岩柳莺、淡尾鹟莺、四川蝗莺、湄公鹡鸰和喜山淡背地鸫，标准作者引证为“Alström”。